# 库西塔
库西塔（英語：Cusseta，/kəˈsiːtə/ kə-SEET-ə）是一個位於美國喬治亞州查特胡奇县的城市。根據2010年美國人口普查，該地人口為12153人，而該地的面積約為3.90平方千米。同時該地也是查特胡奇县的縣治。

## 地理
库西塔的座標為32°18′20″N 84°46′37″W / 32.30556°N 84.77694°W，而該地的平均海拔高度為162米（即531英尺）。